# Polybia fulvicauda
Polybia fulvicauda är en getingart som beskrevs av Cameron 1912. Polybia fulvicauda ingår i släktet Polybia och familjen getingar. Inga underarter finns listade i Catalogue of Life.